# Norrtjärnen (Arvidsjaurs socken, Lappland, 729395-166000)
Norrtjärnen är en sjö i Arvidsjaurs kommun i Lappland och ingår i Byskeälvens huvudavrinningsområde.